# São Vicente do Penso
São Vicente do Penso é uma povoação portuguesa do Município de Braga que foi sede da Freguesia de São Vicente do Penso, freguesia que tinha 1,58 km² de área e 314 habitantes (2011), e, por isso, uma densidade populacional de 198,7 hab/km².
A freguesia foi extinta em 2013, no âmbito de uma reforma administrativa nacional, tendo sido agregada às freguesias de Escudeiros e Santo Estêvão do Penso, para formar uma nova freguesia denominada União das Freguesias de Escudeiros e Penso (Santo Estêvão e São Vicente) com a sede em Escudeiros.

## População
| População da Freguesia de Penso (São Vicente) (1864 – 2011) | População da Freguesia de Penso (São Vicente) (1864 – 2011) | População da Freguesia de Penso (São Vicente) (1864 – 2011) | População da Freguesia de Penso (São Vicente) (1864 – 2011) | População da Freguesia de Penso (São Vicente) (1864 – 2011) | População da Freguesia de Penso (São Vicente) (1864 – 2011) | População da Freguesia de Penso (São Vicente) (1864 – 2011) | População da Freguesia de Penso (São Vicente) (1864 – 2011) | População da Freguesia de Penso (São Vicente) (1864 – 2011) | População da Freguesia de Penso (São Vicente) (1864 – 2011) | População da Freguesia de Penso (São Vicente) (1864 – 2011) | População da Freguesia de Penso (São Vicente) (1864 – 2011) | População da Freguesia de Penso (São Vicente) (1864 – 2011) | População da Freguesia de Penso (São Vicente) (1864 – 2011) | População da Freguesia de Penso (São Vicente) (1864 – 2011) |
| ----------------------------------------------------------- | ----------------------------------------------------------- | ----------------------------------------------------------- | ----------------------------------------------------------- | ----------------------------------------------------------- | ----------------------------------------------------------- | ----------------------------------------------------------- | ----------------------------------------------------------- | ----------------------------------------------------------- | ----------------------------------------------------------- | ----------------------------------------------------------- | ----------------------------------------------------------- | ----------------------------------------------------------- | ----------------------------------------------------------- | ----------------------------------------------------------- |
| 1864                                                        | 1878                                                        | 1890                                                        | 1900                                                        | 1911                                                        | 1920                                                        | 1930                                                        | 1940                                                        | 1950                                                        | 1960                                                        | 1970                                                        | 1981                                                        | 1991                                                        | 2001                                                        | 2011                                                        |
| 297                                                         | 278                                                         | 247                                                         | 285                                                         | 282                                                         | 266                                                         | 280                                                         | 257                                                         | 302                                                         | 371                                                         | 407                                                         | 449                                                         | 445                                                         | 366                                                         | 314                                                         |